# 岡部洋一
岡部 洋一（おかべ よういち 1943年8月13日- ）は、日本の工学者、神経科学者。専門は、超伝導エレクトロニクス・生体磁気・ニューラルネットワークス。学位は、工学博士（東京大学・1972年）。東京大学名誉教授、放送大学名誉教授兼顧問兼学生。東京大学では先端科学技術研究センター長、情報基盤センター長ほかを務め、放送大学では教授から副学長、学長を歴任した後、2016年より学長であると同時に放送大学生となった。2019年瑞宝中綬章受章。東京都生まれ。

## 研究分野
電気電子工学の研究により電子デバイス・電子機器の開発に関わる基礎研究から、システム工学に通じる人間を対象とした医工学、医用生体工学・生体材料学へ、また双方の領域を結ぶ神経科学一般にも目を配る。
「脳における思考と言語のメカニズムの研究」では脳の概念がニューロンに伝達する仕組みを解析。ブレインコンピュータに関する重点領域研究「脳型計算論と脳型計算システムの設計」は、システム工学の視点から脳化学の工学的手法とその組織づくりに取り組み、プロジェクトの1998年度 (平成10年度) 発足に向けて1996年の準備調査に参画。また生体のフィードバック学習を発展させたモデレーショニズムを考察する。特に、中庸主義に基づく神経回路網の自己組織化に着目する。
生体磁場、特に、逆問題解析に取り組む。超伝導エレクトロニクスについては、高温超伝導材料が急速に進展した1986-1987年頃にエレクトロニクス分野への応用を検討する重点領域研究に参画。高温超伝導体トンネル型ジョセフソン素子の作製に努め、研究代表として科研費特定領域研究（1998–2000年度）などを率いた。特に高温超電導の基礎として、単一磁束量子論理回路に注力する。制御工学の分野でロボットの学習制御も課題とし、リカント型のニューラルネットワークにおける発振と位相のずれを応用すると安定した2足歩行に取り入れた (1998–1999年度)。

## 略歴
- 1943年 - 東京都で生まれる
- 1952年 - 静岡県浜松市に転居

### 学歴
- 1959年 - 静岡大学附属浜松中学校卒業
- 1962年 - 静岡県立浜松北高等学校卒業、東京大学理科一類入学
- 1967年 - 東京大学工学部卒業
- 1969年 -  東京大学大学院工学系研究科修士課程修了[3]
- 1972年 -  東京大学大学院工学系研究科博士課程修了
- 2016年 -  放送大学教養学部社会と産業コース入学

### 職歴
- 1972年4月 - 東京大学工学部 講師
- 1973年5月 - 東京大学工学部 助教授
- 1989年12月 - 2006年3月　東京大学工学部 教授[3]
  - 1990年4月 - 東京大学先端科学技術研究センター 教授
  - 1999年4月 - 2001年3月 東京大学先端科学技術研究センター長
  - 2000年4月 - 東京大学駒場オープンラボラトリー長（2002年3月まで）
  - 2001年4月 - 東京大学情報基盤センター長（2006年3月まで）
  - 2002年4月 - 東京大学大学院 工学系研究科 教授
  - 2006年3月　退官
- 2006年4月 - 2007年3月　独立行政法人メディア教育開発センター 理事（非常勤）
- 2006年4月 - 2017年3月　放送大学教授[3]
  - 2007年5月 - 副学長
  - 2009年4月 - 2017年3月　理事
  - 2011年4月 - 2011年4月　教育支援センター長 （ICT活用・遠隔教育）
  - 2011年5月 - 学長（2017年3月まで）
  - 2017年4月 - 客員教授、5月 - 名誉教授、9月 - 顧問。

#### 兼職
IBM Research – Almaden研究所外国人研究員、南京大学客員教授などを歴任。

## 活動
東京大学先端科学技術研究センター長時代はCASTI（現・東京大学TLO）やインキュベータASTEC（先端科学技術エンタープライズ株式会社）の立ち上げ、バリアフリー分野の新設などを行った。

## 家族
家系に工学者が多い。
- 父はマイクロ波の研究者で元静岡大学教授の岡部隆博。
- 祖父はマグネトロンの発明者で文化勲章受章者の岡部金治郎。
- 岳父はマイクロ波の研究者で文化功労者の岡村總吾。
- 義弟は情報ネットワークの研究で知られる後藤滋樹。

## 受賞
- 電子通信学会米沢賞（1972年）
- 新技術開発財団市村賞功績賞（1983年）
- 新機能素子研究開発協会賞（1998年）
- 瑞宝中綬章受章（2019年11月）[13][14]

## 社会的活動
- 独立行政法人メディア教育開発センター理事（非常勤）
- 文部科学省独立行政法人評価委員会委員、科学技術分科会長、基礎基盤部会長など
- 通商産業省産業技術審議会専門委員
- 日本学術振興会第146委員会「超伝導エレクトロニクス」委員長、顧問
- 電子情報通信学会フェロー、超伝導エレクトロニクス専門委員会委員長
- 日本生体磁気学会理事（1995年）[3]、顧問
- 日本神経回路学会理事（編集、国際1989年-1996年）[3]
- 電気学会電気専門用語標準化委員会委員長
- LST学会  評議員（1985年）[3]
- European Conference on Applied Superconductivity, (EUCAS), Advisory Board
- International Superconducting Electronics Conference, (ISEC), Advisory Board
- IEEE, Industrial Electronics Society, Adcom member（1987年）[3]

## 著書
- 『電気磁気学基礎』、電気学会 〈大学講座〉。2002年8月11刷。
- 『絵でわかる半導体とIC』、日本実業出版社、1994年。
- 『素人が書いた複式簿記』、オーム社、2004年。
- 『コンピュータのしくみ('08)』、放送大学教育振興会、2008年3月。
- 『電磁気学の意味と考え方』、講談社、2008 年11月。
- 『コンピュータのしくみ('14)』、放送大学教育振興会、2014年3月。
- 『ソフトウェアのしくみ('14)』、放送大学教育振興会、2014年3月。

## 共編著
- 『計算機センタ利用入門 TSS端末を中心として』吉沢昭宣共編、東京大学出版会、1983年6月。
- 0Gilster, Paul『MOSAICナビゲータ』、先端技術研究所と共訳、丸善、1995年、NCID BN12837644。
- 『オブジェクト指向言語C++入門 Cとの違いを徹底追求』櫻井由樹子共著、丸善、2000年10月。
- 『新しい電気基礎』1、2（文部科学省検定済工業高校電気科用教科書）、オーム社 、2002年3月。